# Сосновка (Темниковський район)
Сосно́вка (рос. Сосновка, ерз. Сосновка) — присілок у складі Темниковського району Мордовії, Росія. Входить до складу Русько-Тювеєвського сільського поселення.
Населення — 99 осіб (2010; 133 у 2002).
Національний склад (станом на 2002 рік):
- росіяни — 96 %